# Włodzimierz Messing
Włodzimierz Messing – polski prawnik.
Jako magister praw do 1939 zamieszkiwał z Anielą Messing w Warszawie przy ulicy Żelaznej 18. Był autorem przekładu publikacji z języka rosyjskiego pt. Plan kompleksowego polepszenia wskaźników techniczno-ekonomicznych parowozowni (autorka: M. W. Markowa).

## Odznaczenia i ordery
- Krzyż Kawalerski Orderu Odrodzenia Polski (20 lipca 1946, uchwałą Prezydium Krajowej Rady Narodowej za zasługi położone w dziele organizacji administracji kolejowej oraz odbudowy i uruchomienia komunikacji i transportu kolejowego na terenie kraju)[2]